# Ernesto Greppi
Ernesto Greppi (all'anagrafe Ernesto Luigi Giovanni Greppi) (Casanova Elvo, 22 febbraio 1902 – Borgo d'Ale, 19 febbraio 1985) è stato un calciatore italiano, di ruolo mediano.

## Carriera
Giocò in Serie A, in Prima Divisione ed in Divisione Nazionale principalmente con il Casale.

## Statistiche

### Presenze e reti nei club
| Stagione            | Squadra             | Campionato          | Campionato | Campionato | Totale   | Totale |
| Stagione            | Squadra             | Comp                | Presenze   | Reti       | Presenze | Reti   |
| ------------------- | ------------------- | ------------------- | ---------- | ---------- | -------- | ------ |
| 1920-1921           | Casale              | PC                  | 1          | 0          | 1        | 0      |
| 1921-1922           | Casale              | PD                  | 10         | 0          | 10       | 0      |
| 1922-1923           | Casale              | PD                  | 14         | 0          | 14       | 0      |
| 1923-1924           | Casale              | PD                  | 16         | 0          | 16       | 0      |
| 1924-1925           | Casale              | PD                  | 19         | 0          | 19       | 0      |
| 1925-1926           | Casale              | PD                  | 18         | 2          | 18       | 2      |
| 1926-1927           | Casale              | DN                  | 14         | 0          | 14       | 0      |
| 1927-1928           | Casale              | DN                  | 26         | 0          | 26       | 0      |
| Totale Casale       | Totale Casale       | Totale Casale       | 118        | 2          | 118      | 2      |
| 1928-1929           | Pro Vercelli        | DN                  | 24         | 1          | 24       | 1      |
| 1929-1930           | Pro Vercelli        | A                   | 0          | 0          | 0        | 0      |
| Totale Pro Vercelli | Totale Pro Vercelli | Totale Pro Vercelli | 24         | 1          | 24       | 1      |
| 1930-1931           | Casale              | A                   | 1          | 0          | 1        | 0      |
| Totale Casale       | Totale Casale       | Totale Casale       | 1          | 0          | 1        | 0      |
| Totale carriera     | Totale carriera     | Totale carriera     | 143        | 2          | 143      | 2      |